# Vanilla ovalis
Vanilla ovalis är en orkidéart som beskrevs av Francisco Manuel Blanco. Vanilla ovalis ingår i släktet Vanilla och familjen orkidéer. Inga underarter finns listade i Catalogue of Life.